# Црква Покрова Пресвете Богородице у Миоковцима
Црква Покрова Пресвете Богородице у Миоковцима, насељеном месту на територији града Чачка, припада Епархији жичкој Српске православне цркве и представља непокретно културно добро као споменик културе.
Данашња црква подигнута је 1890. године на месту старије цркве брвнаре, коју је подигла 1815. године кнегиња Љубица у част победе српске војске на Љубићу. Освештана је 1939. године од стране тадашњег епископа жичког Николаја Велимировића. 
По подизању данашљег храма црква брвнара је пренесена у суседно село Горња Горевница.